# Данієль Нобоа
Данієль Рой Ґілкріст Нобоа Азі́н (ісп. Daniel Roy Gilchrist Noboa Azín; нар. 30 листопада 1987, Маямі, Флорида, США) — еквадорський державний діяч, обраний Президент Еквадору, бізнес-адміністратор, бізнесмен у банановій промисловості. На посаду голови держави був обраний на загальних виборах 2023 року, та у віці 35-ти років став наймолодшим президентом в історії країни.
Був членом Національної асамблеї Еквадору з 2021 до 2023 року, коли Національна асамблея була розпущена за механізмом muerte cruzada, застосованим президентом Гільєрмо Лассо. До початку політичної кар'єри Нобоа обіймав кілька посад у Noboa Corporation, експортному бізнесі, заснованому його батьком Альваро Нобоа, який п'ять разів безуспішно балотувався на посаду Президента Еквадору. Він широко відомий як спадкоємець компанії.
У травні 2023 року Нобоа оголосив свою кандидатуру на посаду президента на позачергових виборах 2023 року, балотуючись за програмою «Національно-демократичної дії». У жовтні він вийшов у другий тур виборів, де зустрівся з Луїзою Ґонсалес, що багато хто сприйняв як розчарування, зважаючи на його низькі показники в опитуваннях напередодні виборів. У другому турі Нобоа здобув майже 52 % голосів, перемігши Гонсалес 15 жовтня 2023 року.

## Біографія

### Раннє життя та освіта
Данієль Рой Ґілкріст Нобоа Азін народився 30 листопада 1987 року в Маямі (штат Флорида, США) і зростав у еквадорському місті Гуаякіль. Він є сином бізнесмена Альваро Нобоа та лікарки Анабелли Азін.
Після навчання у Школі бізнесу Штерна при Нью-Йоркському університеті він здобув ступінь з бізнес-адміністрування у 2010 році.
У 2019 році Нобоа здобув ступінь магістра ділового адміністрування в Школі менеджменту Келлог Північно-Західного університету в Еванстоні, штат Іллінойс. 2020 року він отримав ще один ступінь магістра державного управління в Гарвардському університеті, а у 2022 році — ступінь магістра політичних комунікацій та стратегічного управління в Університеті Джорджа Вашингтона.

### Бізнес
У віці 18 років заснував власну компанію DNA Entertainment Group, яка займається організацією заходів.
Його батько, Альваро Нобоа, володіє корпорацією Noboa Corporation, експортером бананів. Він вважається спадкоємцем компанії. Він працював директором з доставки Noboa Corporation. Він також був комерційним та логістичним директором з 2010 по червень 2018 року.
Бразильська щоденна газета Folha de S.Paulo виявила в жовтні 2023 року, що Нобоа є власником двох офшорних компаній, розташованих у Панамі, згідно з Panama Papers. Він також пов'язаний з кількома іншими компаніями, що належать його батькові в податкових гаванях. Еквадорський закон забороняє кандидатам на виборах володіти активами в податкових гаванях.

### Політика

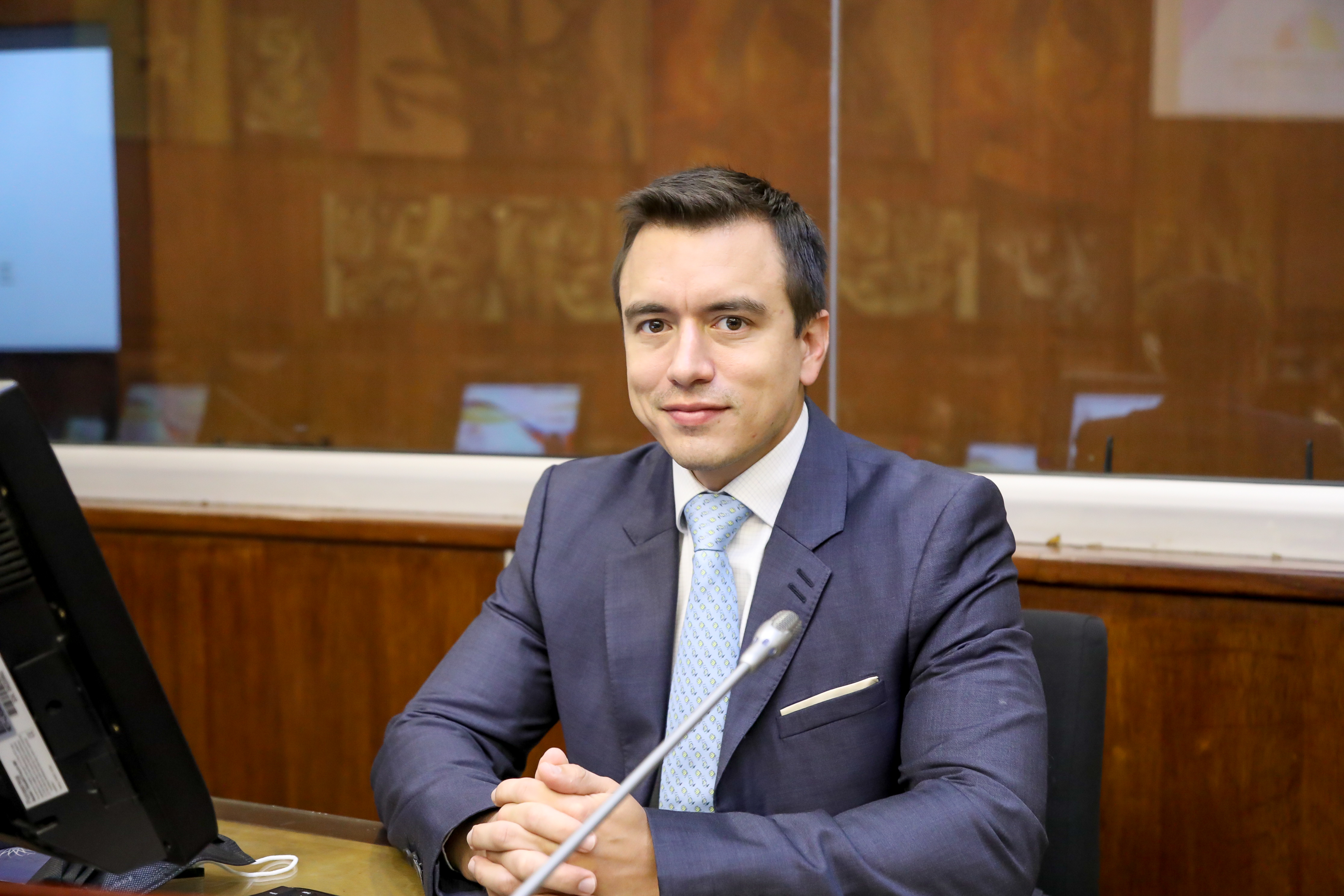
Нобоа у квітні 2022 року.

Нобоа був обраний до Національної асамблеї на законодавчих виборах 2021 року, представляючи Санта-Елену, від політичного руху «Об'єднаний Еквадор». 14 травня того ж року відбулася його інавгурація. У тому ж травні він був призначений головою Комісії економічного розвитку. Його політичну ідеологію описують як центристську та правоцентристську.
У березні 2023 року він виступив за muerte cruzada через відхилення та подання Закону про інвестиції, представленого урядом Гільєрмо Лассо. 17 травня 2023 року Лассо застосував muerte cruzada, розпустивши Національну асамблею та припинивши перебування Нобоа на посаді члена асамблеї.

#### Президентська кампанія 2023

Нобоа у першому турі виборів 2023 року

У травні 2023 року, після розпуску парламенту на тлі політичної кризи, він висунув свою кандидатуру на президентських виборах того ж року від політичного руху «Національно-демократична дія», а також за підтримки рухів «Народ, рівність і демократія» та MOVER. Його напарницею на виборах була бізнесвумен Вероніка Абад Рохас. Його кампанія була зосереджена на створенні робочих місць, податкових пільгах для новостворених підприємств та посиленні кримінальних покарань для тих, хто ухиляється від сплати податків. Він також пообіцяв покращити систему правосуддя в країні на тлі зростального насильства.
За даними двох липневих опитувань, його рейтинг становив 6,4 % та 3,1 %. На початку серпня Нобоа мав рейтинг 2,5 % та 3,7 %. В опитуванні, проведеному за тиждень до виборів, його рейтинг становив 3,3 %.
20 серпня Нобоа набрав 23,47 % фактичних голосів і вийшов у другий тур виборів, призначений на 15 жовтня, проти Луїзи Ґонсалес. Його друге місце було сприйнято як несподіванка, дехто пояснював зростання його популярності його виступом на дебатах. Нобоа завдячував своїй перемозі молодому електорату.
У другому турі Нобоа був обраний, набравши 52 % голосів. У віці 35 років він стане наймолодшим президентом в історії Еквадору (і другим наймолодшим главою держави у світі, і наймолодшим демократично обраним главою держави у світі), молодшим за Хайме Рольдоса Аґілеру, коли той зайняв пост президента у віці 38 років у 1979 році. Після перемоги Нобоа подякував виборцям за те, що вони повірили в «новий політичний проєкт, молодий політичний проєкт, неймовірний політичний проєкт». Він пообіцяв «повернути мир в країну, знову дати освіту молоді, бути здатним забезпечити роботою багатьох людей, які її шукають».

#### Президентська кампанія 2025
У квітні 2025 року Данієль Нобоа здобув перемогу в другому турі чергових президентських виборів. При цьому опозиційний кандидат Луїса Гонсалес звинуватила його в зловживанням владою і фальсифікацією виборів.

## Особисте життя
13 січня 2018 року одружився з Ґабріелою Ґольдбаум, з якою мав доньку. Пізніше вони розлучилися. У червні 2021 року до іспанського суду була прийнята скарга, подана Нобоа, щодо розслідування страховика Mapfre за ймовірний злочин порушення права на приватне життя та розголошення таємниці, за дані, використані Ґольдбаум під час шлюборозлучного процесу.
У 2019 році він познайомився з інфлюенсеркою соціальних мереж Лавінією Вальбонесі, з якою одружився 28 серпня 2021 року. У них є один син. У жовтні 2023 року стало відомо, що Нобоа і Вальбонесі очікують на другого сина в лютому 2024 року.